# Naomi Metzger
Naomi Metzger (* 18. April 1998 in Preston als Naomi Ogbeta) ist eine britische Leichtathletin, die sich auf den Dreisprung spezialisiert hat.

## Sportliche Laufbahn
Erste internationale Erfahrungen sammelte Naomi Metzger bei den U18-Weltmeisterschaften 2015 in Cali, bei denen sie im Dreisprung in der Qualifikation ausschied. Zwei Jahre später nahm sie an den U20-Europameisterschaften in Grosseto teil und gewann dort mit 13,68 m die Bronzemedaille. 2018 erfolgte die Teilnahme an den Europameisterschaften in Berlin, bei denen sie mit 13,94 m im Finale den zwölften Platz belegte. 2019 nahm sie an den Halleneuropameisterschaften in Glasgow teil und schied dort mit 13,80 m in der Qualifikation aus und anschließend wurde sie bei den U23-Europameisterschaften in Gävle mit 13,64 m Vierte. 2021 gelangte sie beim British Grand Prix mit 14,29 m auf Rang drei und im Jahr darauf verpasste sie bei den Weltmeisterschaften in Eugene mit 13,97 m den Finaleinzug. Anschließend gewann sie bei den Commonwealth Games in Birmingham mit 14,37 m die Bronzemedaille hinter der Jamaikanerin Shanieka Ricketts und Thea LaFond aus Dominica, ehe sie bei den Europameisterschaften in München mit 14,33 m den sechsten Platz belegte.
In den Jahren von 2017 bis 2022 wurde Metzger Britische Meisterin im Dreisprung im Freien sowie von 2018 bis 2020 und 2022 auch in der Halle.

## Persönliche Bestleistungen
- Dreisprung: 14,37 m (+0,7 m/s), 5. August 2022 in Birmingham
  - Dreisprung (Halle): 14,05 m, 9. Februar 2019 in Birmingham